# بسمة مصطفى (صحفية)
بسمة مصطفى (1990 -) هي كاتبة وصحفية مصرية.

## حياتها ونشأتها
مواليد 1990،
بدأت بسمة مصطفى رحلتها في العمل الصحفي وهي في الصف الثالث الجامعي، بعد خوضها رحلة استقلال عن أسرتها في محافظة الشرقية عقب اندلاع ثورة 25 يناير، عام 2011.

## مسيرتها
كتبت لعدة صحف ومواقع إلكترونية مثل البديل الجديد والوادي الاسبوعي والبداية ودوت مصر وجريدة التحرير، وبعض المواقع العربية مثل رصيف 22 وكسرة، عملت أيضًا في اعداد وإدارة تحرير بعض البرامج التلفزيونية، وتعمل الآن كصحفية حرة، وتهتم بفن التحقيقات الصحفية.
عملت بسمة في (صحف/قنوات، محلية/دولية) على مدار رحلتها الصحفية خلال الـ10 سنوات الماضية، تهتم بسمة في عملها الصحفي بالقصص الإنسانية، المتعلقة بقضايا المرأة وحقوق الإنسان، أنتجت تحقيقات عديدة كان من ابرزهم، تحقيق «ميكروباص ضحايا جوليو ريجيني»، و«رسائل طفلة إلى الله» تطرقت فيه إلى قضية زنا المحارم في الصعيد، والتحقيق عن قيام مكاتب الخدمات باستدراج عاملات المنازل إلى أعمال جنس بعد ابتزازهم والذي وصل إلى القائمة القصيرة لجوائز شبكة أريج للتحقيقات الاستقصائية كأفضل تحقيق استقصائي عام 2018، وقضية اغتصاب فتاة فيرمونت، و«مقتل إسلام الأسترالي» في قسم شرطة المنيب، والعديد من القصص التي سعت من خلالها لكشف الحقائق.

## إسهامات
أطلقت بسمة مصطفي مبادرة «الوجبات الصحية لمرضى كورونا المعزولين بالمنزل» لتوصيل الأغذية الصحية السليمة للمعزولين منزليًا، خاصة وبعد تداول أخبار حول امتناع عدد من المطاعم والمحال عن التعامل مع هؤلاء خوفًا من الإصابة. انطلقت المبادرة يوم 3 يونيه وفي خلال هذه الأيام القليلة، تمكنت المبادرة من توزيع 3000 وجبة صحية على 1000 مصاب/ة، وسجلت استمارة المصابين فئات نوعية مثل ذوى الاحتياجات الخاصة (صم وبكم) وكذلك جاليات غير مصرية من السودانيين. كما أعلنت مؤسسات دعمها للمبادرة مثل بنك الطعام، بيت الإطعام، جمعية معمرون، وتناشد بسمة كافة المطاعم، وشركات التوصيل للتعاون معها كي نتمكن من عبور هذه الأزمة سويًا. تطالب المبادرة التي أطلقتها بسمة بعدم وصم المُصابين بل يجب تقديم الدعم النفسي الكافي لهم. لا تفرق المبادرة المصابين بناء على مستواهم الاجتماعي والمادي مثلما لا يفرق الفيروس في العدوة بينهم، فهم يستهدفون المصاب أيا ما كان مستواه المادي.

## اعتقال
- في 24 إبريل 2016 اعتقلت بسمة مصطفى من ميدان التحرير،[8] ثم أفرجت عنها قوات الأمن اليوم التالي من معسكر الأمن المركزي بالجبل الاحمر.[7]
- في 9 مارس 2020 تعرَّضت بسمة مصطفى للاحتجازغير القانوني لمدة 9 ساعات قبل إطلاق سراحها وذلك بعد إلقاء القبض عليها أثناء تغطيتها لتجمهر أعداد من المواطنين الراغبين في إجراء تحليل الكشف عن فيروس كورونا المستجد أمام المعامل المركزية لوزارة الصحة المصرية.[13]
- في صباح السبت 3 أكتوبر 2020 اختفت بسمة مصطفى، أثناء عملها على تغطية ميدانية في محافظة الأقصر للقضية التي عرفت بمقتل عويس الراوي برصاص ضابط شرطة والتظاهرات التي أعقبتها[14][15]، ثم ظهرت اليوم التالي في نيابة أمن الدولة المصرية العليا، التي أمرت بحبسها 15 يومًا على ذمة التحقيقات، على خلفية الاتهامات المنسوبة إليها بنشر أخبار كاذبة من شأنها تكدير الأمن والسلم العام، والانضمام لجماعة إرهابية، في القضية رقم 959 لسنة 2020، حسبما أعلن محاميها كريم عبد الراضي.[16][17] حتى أمر المستشار النائب العام يوم الثلاثاء 5 أكتوبر 2020، بإخلاء سبيلها بعد استجوابها فيما هو منسوبٌ إليها من اتهامات، واستئنافِ التحقيقات في الواقعة.[18][19][20]